# Совершенная красота (телесериал)
«Соверше́нная красота́» (порт. Beleza Pura) — бразильский телесериал.

## Сюжет
Всё начинается с того, как экономичный вертолёт Carcara, детище авиационного инженера Гильерме, падает в Амазонии. Трагедия заставляет Гильерме, эгоиста и бабника, многое переоценить в своей жизни. Незадолго до этого он начинает встречаться с Сонией, и она знакомит его со своими детьми, Клаусом и Доминике. После авиакатастрофы и гибели Сонии Гильерме оказывается с её детьми на руках и берёт на себя заботу о них. Знакомится с Жуаной, когда она приходит в дом Сонии после того, как детектив сообщает ей информацию о матери. Гильерме в это время находится в доме Сонии вместе с её детьми (от них скрывают, что мать погибла). Жуана приходит и объявляет, что она дочь Сонии. Гильерме отправляет детей погулять и сообщает Жуане, что Сония погибла. Жуана становится его большой любовью…

## В ролях
- Эдсон Селулари — Гильерме
- Каролина Феррас — Норма
- Режиане Алвес — Жуана
- Умберто Мартинс — Ренато
- Зезе Полеса — Ивете
- Антонио Калони — Эдуардо
- Каду Молитерно — Гаспар
- Мария Клара Гейрос — Сузи
- Леополдо Пашеко — Раул
- Сорая Равенле — Дебора
- Моника Мартели — Элена
- Марсело Фария — Робсон
- Изис Вальверде — Ракели
- Карол Кастро — Шейла
- Бруно Мазео — Жозе Энрике
- Монике Алфрадике — Фернанда
- Бьянка Компарату — Луиза
- Густаво Леан — Фелипе
- Педро Брисио — Эрик
- Летисия Иснард — Меу Бен
- Бия Монтес — Асумпсан
- Элиас Андреато — Адамастор
- Андре Абужанра — Тиаго
- Марсела Валенте — Бия
- Клаудио Галван — Журандир
- Давид Лукас — Уго
- Полиана Алейшо — Доминике
- Родриго Лопес — Бетан
- Рафаэл Кардозо — Клаус
- Пауло Вилела — Андерсон
- Гильерме Фонтес — Алекс
- Родриго Веронезе — Матеус
- Элена Фернандес — Марсия
- Эрнани Мораес — Милтон
- Элайне Микели — Мириан
- Кристиане Торлони — Сония
- Режинальдо Фария — Олаво